# Vetenskapssocieteten i Lund
Vetenskapssocieteten i Lund er et svensk videnskabsakademi.
Vetenskapssocieteten blev dannet i 1920 i Lund med opgave at fremme humanistisk videnskabelig forskning. Medlemmerne er opdelt i forskellige kategorier: æresmedlemmer (maksimalt syv), indenlandske arbejdende medlemmer (maksimalt 100), udenlandske arbejdende medlemmer (maksimalt 35) og stiftende medlemmer (maksimalt 50). I en alder af 55 skifter det arbejdende medlem til seniorgruppen. Et stiftende medlem kan udnævnes til en person, som har vist en særlig forpligtelse over for humaniora og kultur, eller en person, som foreningen finder i stand til at bidrage til foreningens aktiviteter og udvikling.
Vetenskapssocieteten udgiver  en årbog og adskillige serier af publikationer, herunder serien "Skånsk medeltid och renässans" siden 1945. Den tildeler en række videnskabelige priser og stipendier til yngre forskere.
Gustaf VI Adolf var som kronprins Beskytter og præses illustris og derefter som kong Beskytter af societeten i alt næsten 50 år.